# 觉扎寺
觉扎寺，位于青海省玉树藏族自治州囊谦县觉拉乡，是一座藏传佛教跋绒噶举派寺院，也是如今跋绒噶举派最大的寺院。

## 简介
澜沧江上游流经青海省最南端的囊谦县觉拉乡，在澜沧江北岸，是青灰色的觉扎神山。藏传佛教中有说法称，觉扎山是莲花生加持过的神山，山上有很多神秘之物，其中觉扎寺的旧寺便是其中之一。澜沧江南岸的吉江山，遍布着现在的觉扎寺的佛学院、经堂，以及高僧闭关修行用的一些山洞。觉扎寺是藏传佛教跋绒噶举派目前最大的寺院。21世纪初，该寺的色嘎活佛在吉江山最高的一座房屋内已闭关修行数年，将终生不再出门。
觉扎山上的觉扎寺的旧寺，据称是西夏时期的寺院。《觉扎寺简介》上称：“从第一世法王拔戎达玛旺修、第二世法王德师热巴到现在的30多个拔戎噶举派的高僧大德，他们就像一条黄金链条，没有中断地在此苦修、传承、弘扬显密佛法。尤其是德师热巴应西夏皇帝邀请，前去西夏国传教31年，创建了无数寺院并培育了无数弟子，并被西夏皇帝奉为国师、帝师。德师热巴之后，又有拔戎噶举派的亲传弟子前往元朝内地传教，被皇帝奉为国师，所以，在宋朝、西夏、元朝三个历史时期，以及汉、蒙、藏三个民族地区都有极大的影响和显着的权威，作为觉扎拔戎噶举派的根本寺，觉扎寺的历史意义也在于此。”
21世纪初，正在闭关修行的色嘎活佛的介绍称，西夏第五代皇帝仁孝时期，弘扬佛教。时值藏地噶举派兴盛，仁孝皇帝派使者赴藏地迎请噶举派法王都松钦巴赴西夏传法，都松钦巴因自己年事已高，路途遥远，便派弟子热巴赴西夏传法。热巴在西夏受皇室及佛教界推崇，获西夏皇帝封为德师、帝师，由此有了“德师热巴”、“帝师热巴”的叫法。德师热巴自西夏回来后，在觉扎山发现一处宝地，便嘱咐自己从西夏带回来的弟子热巴噶布在此修建寺院。
21世纪初，觉扎寺的阿丁活佛说：“觉扎寺与德师热巴从mi nia（藏地书籍和藏地人都称西夏为mi nia）回来后在觉扎山修行有关。从mi nia回来后，德师热巴把在那里的经过写成了书，叫《噶本》。他和弟子们在康区建了22座寺院，其中不少是在囊谦县内。西藏的那曲地区就有11个。囊谦县内有著名的跋绒18寺，觉扎寺是最有名的。”
有一本藏文书籍上称，觉扎寺修建于800多年前，是西夏皇帝的使者来到这里后，受德师热巴的神示修建的。
《青海通史》第251页记载：“公元11世纪后，噶举各支系在今青海玉树一带传教建寺活动异常活跃，其中止贡噶举、周巴噶举及叶巴噶举等支派都在青海南部建有寺院。拔戎噶举创始人达玛旺秋的弟子德师热巴（1128~1201年）曾长期传教于西夏，是西夏皇帝的灌顶师。” 
21世纪初，色嘎活佛说：“当时统治今天囊谦县及其周围地区的是昂欠国王，他和西夏皇帝的关系很好，德师热巴返回时，西夏皇帝派人护送他到这里。在得到昂欠国王的允许后，德师热巴在囊谦县境内修建了18座跋戎噶举派寺院，目前有7座仍在，2座已经找到遗址，有9座还在寻找之中。觉扎旧寺就是保存下来的7座之一。”
21世纪初，记者发现觉扎寺旧寺内的神座上面，供奉着藏传佛教众多尊者，其中左、右两个下端，均供奉着西夏时期的供养人像。青海省玉树藏族自治州佛学院院长、大堪布丹求达哇（为当地活佛及僧人传授佛法者，相当于高等院校的大教授）得知后称，这是一个重大发现，从侧面印证了觉扎寺旧寺确实是西夏时期修建的带有西夏风格的建筑。
丹求达哇说：“西夏皇帝在德师热巴和热巴嘎布返回藏地时，赏赐了他们不少佛器，如今在觉扎寺里，仍保存着这些古老的器物，这些珍贵文物能够证实西夏皇帝对当初建寺的重视程度。”这些文物在21世纪初存放在觉扎寺一个隐秘之所，由5位高僧、经师掌管钥匙。
在这些文物中，有几对钹，其中年代最晚的一对印着“明代制造”字样。西夏皇帝赏赐的钹是其中最精美的一对，这对铜钹上镂刻着龙形图案。丹求达哇大堪布介绍称，文化大革命期间，该寺收藏的西夏皇帝的赏赐诏书、刻有西夏文字的佛经均被烧毁，丹求达哇大堪布的师傅偷偷将这一对钹藏在青稞下面，才流传至今。
此外，觉扎寺还藏有西夏皇帝赏赐的一只白海螺。据该寺僧人介绍，另一只白海螺现存拉萨大昭寺。
藏文历史文献《贤者喜宴》、《安多政教史》等书介绍称：噶玛噶举派始祖都松钦巴（1110年－1193年）曾经长期在东部康区传法，西夏第五代皇帝“泰呼”（藏文音译）闻知其声名，非常敬仰，遣使入藏邀请其赴西夏，都松钦巴未往，而是派弟子格西藏索哇赴西夏。格西藏索哇被西夏皇帝奉为上师，听受藏传佛教经义及仪轨，并组织大规模翻译藏文佛经。后来，都松钦巴在其所建的楚布寺兴建贝登哲蚌宝塔时，西夏皇帝泰呼供奉了鎏金塔身及华盖等物，该塔至今仍存楚布寺。西夏皇帝泰呼赏赐的其他一些器物收藏在觉扎寺。同时，觉扎寺还藏有忽必烈赐给隆热帐巴坚赞的佛陀12岁等身铜像，明朝朝廷赏赐的法螺，18部黑纸金字大藏经，象牙精细雕刻的金刚亥母像，象征德师热巴权力及法力的证章，以及德师热巴的塑像等物。
21世纪初，觉扎山山顶上，新修了一座供僧人闭关修行的修行中心。觉扎寺的旧寺就在其旁边。